# Alexandra Nacheva
Alexandra Nacheva (20 de agosto de 2001) es una deportista de Bulgaria que compite en atletismo. Ganó una medalla de oro en el Campeonato Mundial de Atletismo Sub-20 de 2018, en la prueba de triple salto.